# بروميد
البروميد هو أيون لعنصر البروم وله شحنة تبلغ -1.
المركبات التي تتكون مع البروم في حالة تأكسده -1 تسمى بروميدات. وهذا يتضمن أيضاً المركبات الأيونية مثل بروميد السيزيوم, والمركبات التساهمية مثل ثنائي بروميد ثنائي الكبريت. ويمكن اختبار وجود أيون البروميد بإضافة حمض نتريك مخفف HNO3, ثم إضافة نترات الفضة AgNO3, سينتج راسب على هيئة معجون يختفي في محلول الأمونيا المركز.

## أمثلة للبروميدات
- بروميد الهيدروجين (HBr)
- بروميد الصوديوم (NaBr)
- رباعي بروميد الكربون (CBr4)